# Fresne-le-Plan
Fresne-le-Plan is een gemeente in het Franse departement Seine-Maritime (regio Normandië) en telt 506 inwoners (2004). De plaats maakt deel uit van het arrondissement Rouen.

## Geografie
De oppervlakte van Fresne-le-Plan bedraagt 6,9 km², de bevolkingsdichtheid is 73,3 inwoners per km².
De onderstaande kaart toont de ligging van Fresne-le-Plan met de belangrijkste infrastructuur en aangrenzende gemeenten.

## Demografie
Onderstaande figuur toont het verloop van het inwonertal (bron: INSEE-tellingen).